# Illa del Descobridor
L'Illa del Descobridor és un illot situat immediatament al sud del Cap de la Nau (País Valencià), en el terme municipal de Xàbia. Es tracta d'una illa allargada que posseïx una extensió d'unes 2,5 hectàrees. És plenament pedregosa, i es troba envoltada de penya-segats, la qual cosa la fa gairebé inaccessible.
Posseïx una important colònia de corbs marins i el seu fons marí, que conté una gran diversitat d'espècies, motiu pel és freqüentada pels bussejadors. Està sota la protecció de la Reserva marina del Cap de Sant Antoni.
El seu nom prové, segons la història popular, del nom d'un marí local, anomenat Bartolomé, que va estar en la tripulació d'uns dels vaixells comandats per Cristòfol Colom en el seu descobriment d'Amèrica.

## Galeria d'imatges

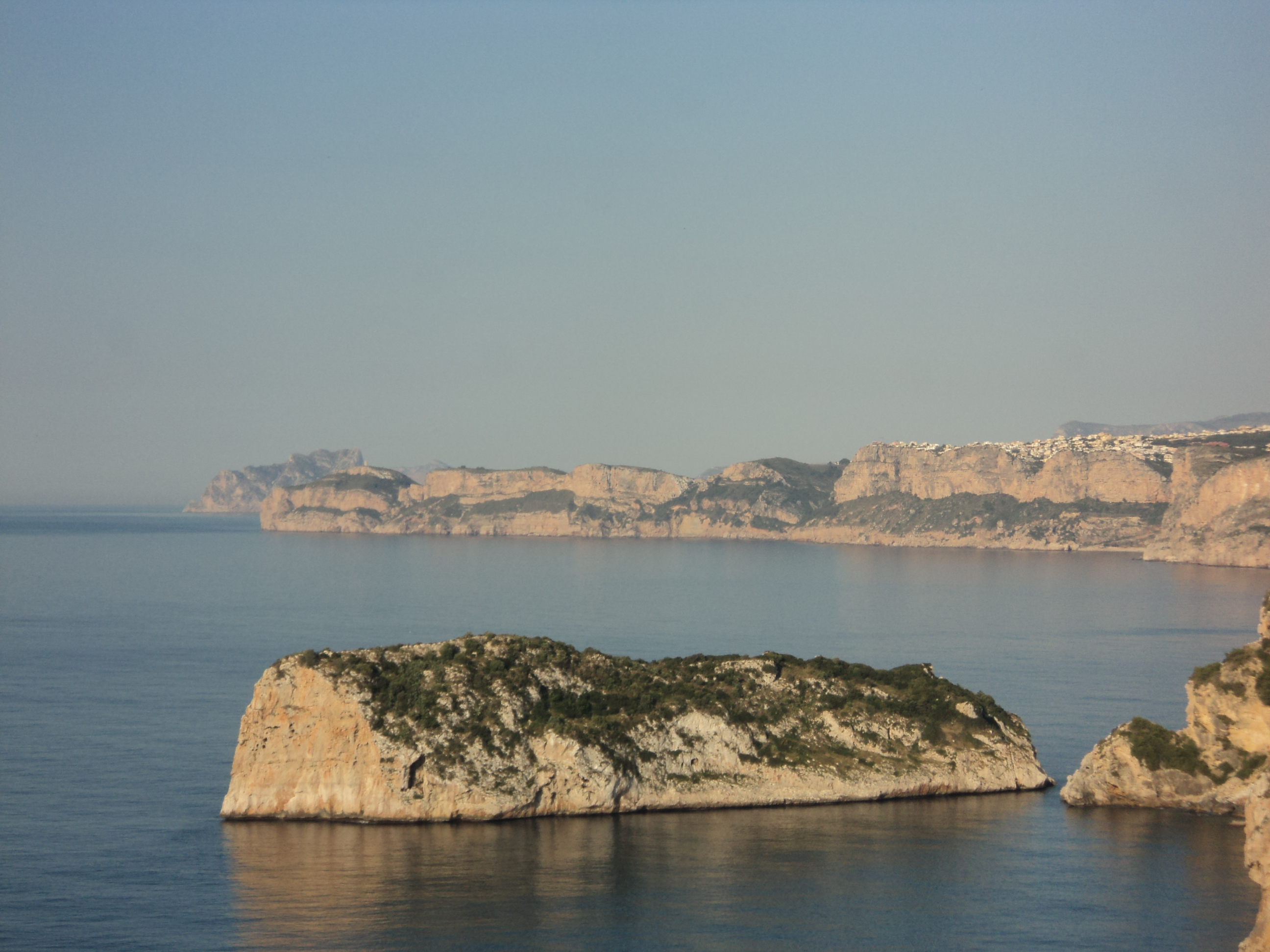
Vista de l'illa des del nord.
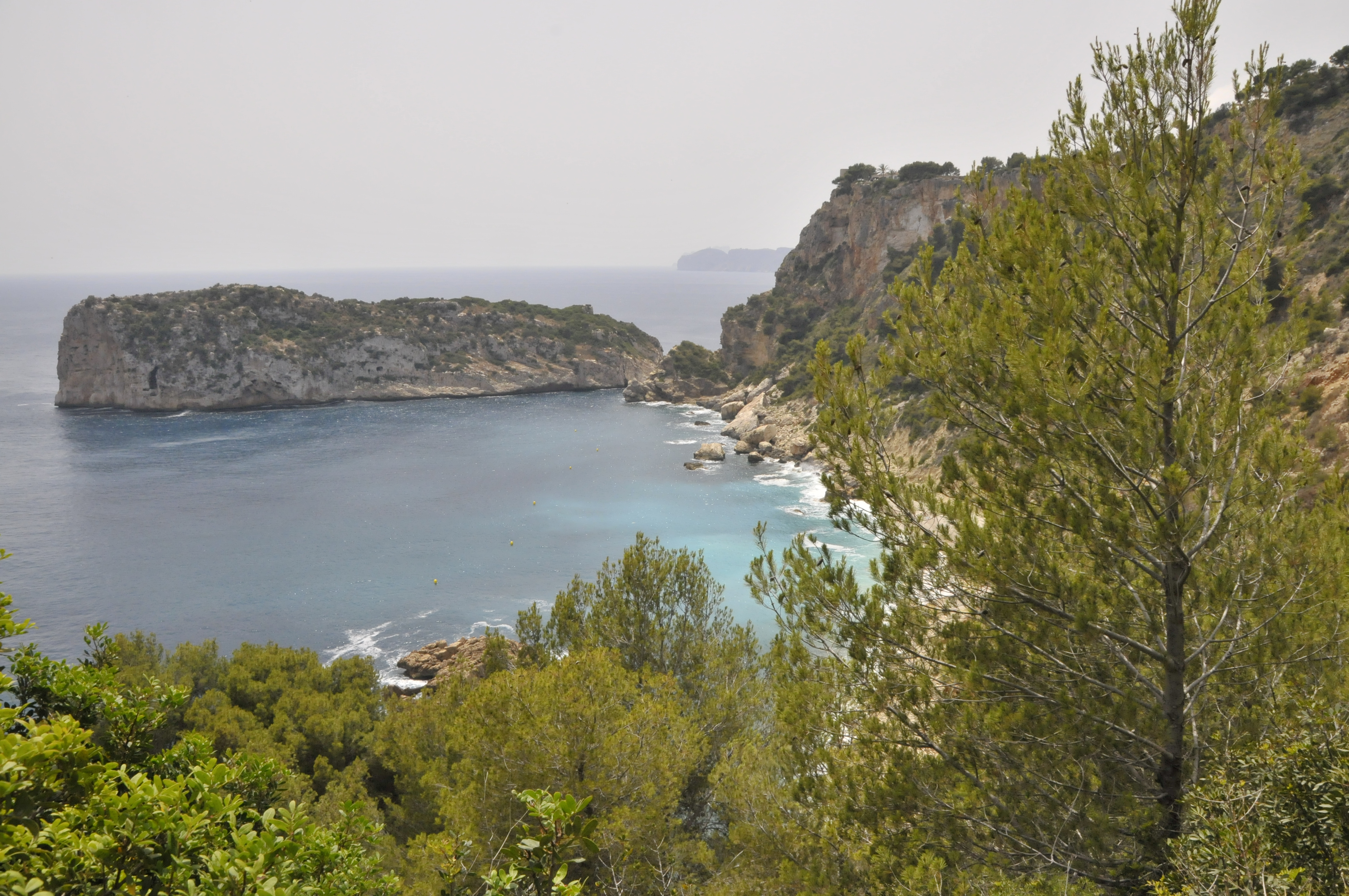
Vista de l'illa des del nord.
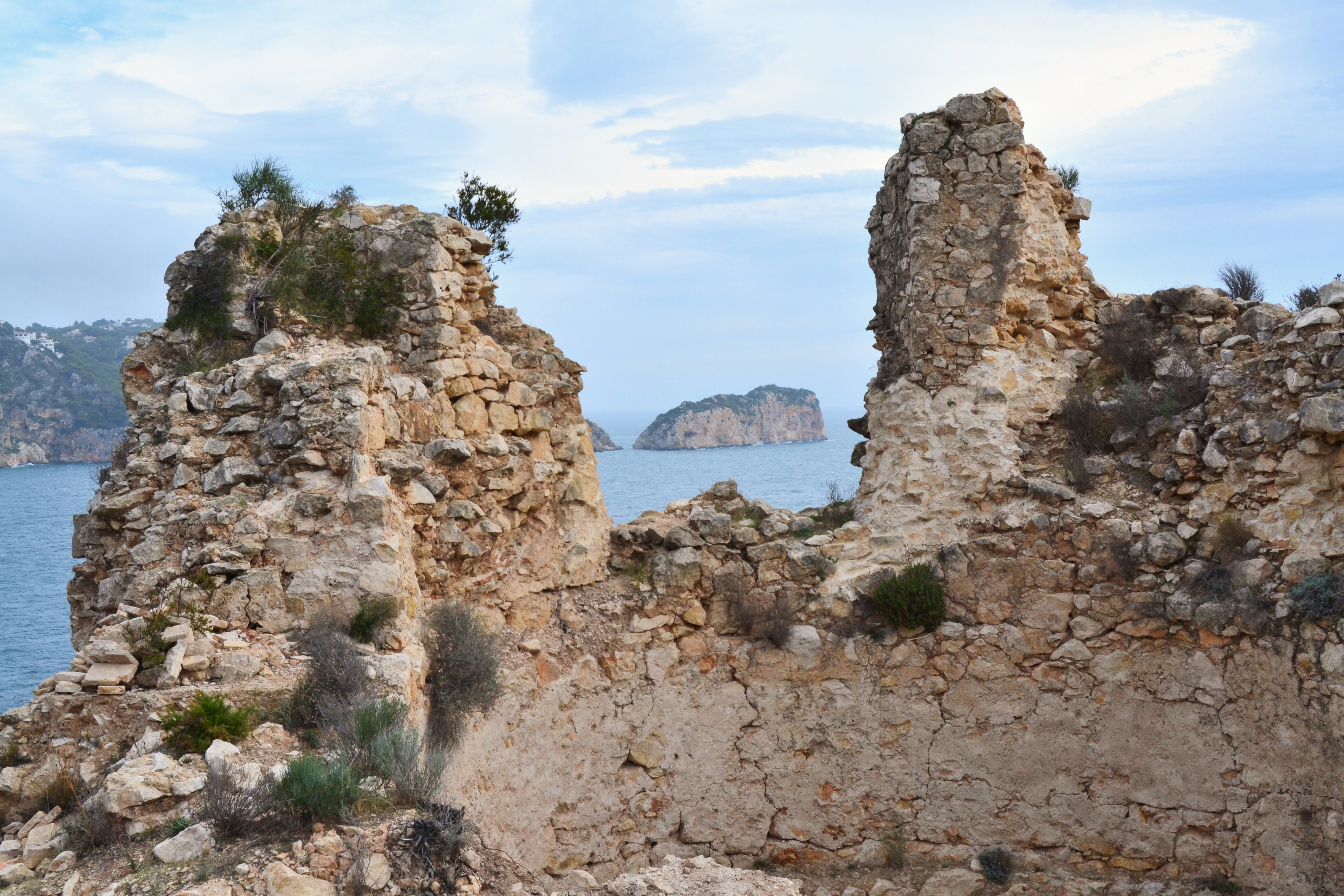
Castell de la Granadella, amb l'illa del Descobridor al fons
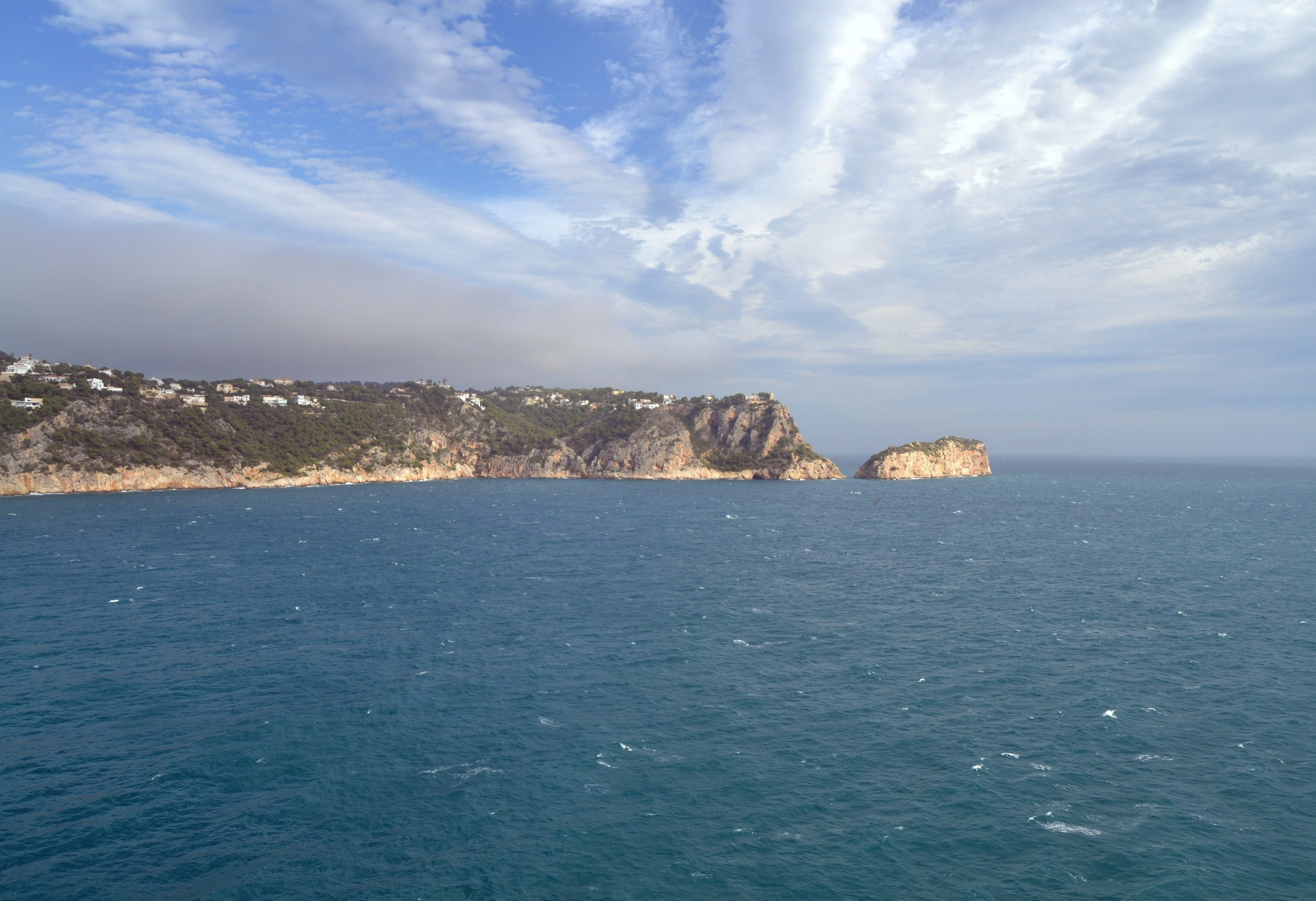
Vista cap a l'illa des de Xàbia